# Калинина (Иркутская область)
Калинина — деревня в Катангском районе Иркутской области России. Входит в состав Преображенского муниципального образования. 
До 2018 года носила название Верхне-Калинина.

## География
Деревня стоит на реке Нижняя Тунгуска.

## Население
| 2002 | 2010 | 2011 | 2012 |
| ---- | ---- | ---- | ---- |
| 54   | ↘35  | →35  | ↘34  |